# Гимн Суринама
God zij met ons Suriname (или сранан-тонго Opo kondreman) — национальный гимн Суринама. Современный текст гимна был написан в 1959 году известным суринамским поэтом Трефоссой, который по поручению члена Совета Министров Суринама Франка Эсседа изменил вторую строфу национального гимна Suriname’s trotsche stroomen.
Первый вариант гимна был создан в 1893 году лютеранским священником Корнелиусом Атсесом Хукстрой для использования в воскресных школах, и впоследствии стал неофициальным гимном страны. Трефосса счёл текст Хукстры слишком негативным и значительно его переделал.
Мелодия для первого варианта гимна была создана Йоханнесом а Корстианус де Пёйем (1835—1924). Для нового варианта Трефосса первоначально выбрал произведение Welkom Йоханнеса Николаса Хелстоне (1853—1927), однако встретил протест со стороны колониальной администрации. В настоящее время гимн исполняется на музыку де Пёйя.
Первый куплет гимна исполняется по-нидерландски, второй — на языке сранан тонго.

## Текст гимна
Первый куплет (нидерландский язык)
God zij met ons Suriname
Hij verheff’ ons heerlijk land
Hoe wij hier ook samen kwamen
Aan zijn grond zijn wij verpand
Werkend houden w’ in gedachten
Recht en waarheid maken vrij
Al wat goed is te betrachten
Dat geeft aan ons land waardij.
Второй куплет (Сранан тонго)
Opo! Kondreman, un opo!
Sranangron e kari un
Wans ope tata komopo
Wi mu seti kondre bun.
Stré def stré, wi no sa frede
Gado de wi fesiman.
Heri libi te na dede
Wi sa feti gi Sranan.

## Английский перевод
Первый куплет
God be with us Suriname
He elevated our lovely land
No matter how we came together here
We are dedicated to his soil
Working we keep in mind
justice and truth make free
All that’s good we should do
That gives value to our land
Второй куплет
Rise country men, rise
The soil of Suriname is calling you.
Where ever our ancestors came from
We should take care of our country.
We are not afraid to fight
God is our leader
Our whole life until our death,
We will fight for Suriname.

## Suriname’s trotsche stroomen
Текст неофициального гимна «Suriname’s trotsche stroomen», использовавшегося до 1959 года (курсивом показаны изменённые строки):
Suriname’s trotsche stroomen,
Suriname’s heerlijk land,
Suriname’s fiere boomen,
Trouw zijn wij aan u verpand.
Mochten weer de vlooten varen,
Dat de handel welig bloei’,
Dat fabrieken welvaart baren,
Dat hier alles welig groei’.
God zij met ons Suriname
Hij verheff’ ons heerlijk land!
Doch dat elk zich dan ook schame
Die zijn ere maakt te schand'
Recht en waarheid te betrachten
Zeed’lijk rein en vroom en vrij
Al wat slecht is te verachten
Dat geeft aan ons land waardij!